# Computació exaescala
La computació exaescala fa referència als sistemes informàtics capaços de calcular almenys "1018 IEEE 754 Double Precision (64 bits) operacions (multiplicacions i/o addicions) per segon (exaFLOPS)"; és una mesura del rendiment del superordinador.
La computació a escala és un assoliment important en l'enginyeria informàtica: principalment, permet millorar les aplicacions científiques i una millor precisió de predicció en dominis com la previsió meteorològica, la modelització del clima i la medicina personalitzada. Exascale també arriba al poder de processament estimat del cervell humà a nivell neuronal, un objectiu del ja desaparegut Human Brain Project. Hi ha hagut una cursa per ser el primer país a construir un ordinador exaescala, normalment classificat a la llista TOP500.
El 2022, es va anunciar el primer ordinador públic exaescala del món, Frontier. A November 2023, és el superordinador més ràpid del món.

## Definicions
Les operacions de coma flotant per segon (FLOPS) són una mesura del rendiment de l'ordinador. Els FLOPS es poden registrar en diferents mesures de precisió, però la mesura estàndard (utilitzada per la llista de superordinadors TOP500) utilitza operacions de 64 bits (format de coma flotant de doble precisió) per segon utilitzant el benchmark LINPACK d'alt rendiment (HPLinpack).
Tot i que un sistema informàtic distribuït havia trencat la barrera d'1 exaFLOPS abans de Frontier, la mètrica normalment es refereix a sistemes informàtics únics. Els superordinadors també havien trencat prèviament la barrera 1 exaFLOPS utilitzant mesures de precisió alternatives; de nou, aquests no compleixen els criteris per a la computació exascala mitjançant la mètrica estàndard. S'ha reconegut que HPLinpack pot no ser una bona mesura general de la utilitat dels superordinadors en aplicacions del món real, però és l'estàndard comú per a la mesura del rendiment.

## Reptes tecnològics
S'ha reconegut que permetre que les aplicacions explotin plenament les capacitats dels sistemes informàtics exaescala no és senzill. El desenvolupament d'aplicacions intensives en dades sobre plataformes exaescala requereix la disponibilitat de paradigmes de programació i sistemes d'execució nous i efectius. El projecte Folding@home, el primer a trencar aquesta barrera, es basava en una xarxa de servidors que enviaven peces de treball a centenars de milers de clients mitjançant una arquitectura de xarxa model client-servidor.

## Història
El primer ordinador petascale (1015 FLOPS) va entrar en funcionament l'any 2008. En una conferència de supercomputació el 2009, Computerworld va projectar la implementació d'exascala per al 2018. El juny de 2014, l'estancament de la llista de superordinadors Top500 va fer que els observadors qüestionin la possibilitat de sistemes d'exaescala per al 2020.
Tot i que el 2018 no es va aconseguir la computació exascala, el mateix any el superordinador Summit OLCF-4 va realitzar 1,8 ×1018 càlculs per segon utilitzant una mètrica alternativa mentre analitzava informació genòmica. L'equip que ho va fer va guanyar el premi Gordon Bell a la Conferència de supercomputació ACM/IEEE 2018.
La barrera exaFLOPS es va trencar per primera vegada el març de 2020 pel projecte d'investigació sobre coronavirus de la xarxa informàtica distribuïda Folding@home.
El juny de 2020 el superordinador japonès Fugaku va aconseguir 1,42 exaFLOPS utilitzant la referència alternativa HPL-AI.
El 2022, es va anunciar el primer ordinador públic exaescala del món, Frontier. A June 2023, és el superordinador més ràpid del món.